# Paróquia de Lafourche
A Paróquia de Lafourche é uma das 64 paróquias do estado americano da Luisiana. A sede da paróquia é Thibodaux, e sua maior cidade é Thibodaux. A paróquia possui uma área de 3 813 km² (dos quais 1 004 km² estão cobertas por água), uma população de 89 974 habitantes, e uma densidade populacional de 32 hab/km² (segundo o censo nacional de 2000).